# Lemolemus porteri
Lemolemus porteri är en insektsart som beskrevs av Luisa Eugenia Navas 1924. Lemolemus porteri ingår i släktet Lemolemus och familjen myrlejonsländor. Inga underarter finns listade i Catalogue of Life.